# Riccardo Ventre
Riccardo Ventre (Formicola, 20 giugno 1944) è un politico italiano.

## Biografia
Laureato in giurisprudenza, in scienze politiche e in filosofia con il massimo dei voti e la lode, si è specializzato in Diritto Amministrativo presso l'Università Cattolica del Sacro cuore di Milano. Ha percorso tutte le tappe della Magistratura Amministrativa TAR - Consiglio di Stato, lasciata la quale è diventato professore Ordinario di Diritto Amministrativo della scuola superiore dell'Economia e della Finanza di Roma e professore di Diritto Processuale Amministrativo presso la Seconda Università degli Studi di Napoli. Nel 2010, su proposta del Presidente del Consiglio dei Ministri Silvio Berlusconi e su conforme parere del Consiglio di Presidenza della Corte dei Conti, il Governo lo ha nominato Consigliere della Corte dei Conti.
È il fratello del senatore Antonio Ventre, storico esponente della Democrazia Cristiana.

### Carriera politica
Iscritto alla Democrazia Cristiana, ha aderito al Partito Popolare Italiano e poi al CDU di Buttiglione, per confluire in Forza Italia e infine nel Popolo delle Libertà, partito di cui è consigliere nazionale. È stato Consigliere, Assessore comunale e Sindaco di Formicola, Consigliere comunale e Consigliere provinciale di Caserta.
Dal 1996 al 2005 ha ricoperto la carica di Presidente della Provincia di Caserta.
Dal 2004 è Deputato del Parlamento europeo,risultando il primo eletto per la lista di Forza Italia nella circoscrizione sud, ricevendo 86.000 preferenze. È iscritto al gruppo parlamentare del Partito Popolare Europeo.
È vicepresidente della Commissione per gli Affari Costituzionali contribuendo all'elaborazione della Costituzione Europea, è membro della Commissione Esteri e della Commissione Affari Costituzionali del Comitato delle Regioni dell'Unione Europea a Bruxelles, membro della Commissione per lo sviluppo regionale, della Delegazione per le relazioni con i paesi del Mashrek e della Delegazione all'Assemblea parlamentare Euromediterranea.
Nel 2016 si è candidato alla carica di sindaco di Caserta a capo di una coalizione di centro-destra, ricoprendo successivamente la carica di Consigliere comunale.